# Велимиријанум
Велимиријанум је задужбина Велимира (Виљем) Михаила Теодоровића, ванбрачног сина кнеза Михаила. За време Краљевине, задужбина ”Велимиријанум” помагала је дечјим обдаништима у радничким четвртима, разним друштвима грађана, Српској краљевској академији наука, Београдском универзитету, музејима, школама, библиотекама и издавачким подухватима.
Први управник ”Велимиријанума” био је председник Владе Никола Пашић. Касније је задужбином располагало Српско привредно друштво Привредник.